# Партия патриотов Казахстана
Партия патриотов Казахстана (ППК) (каз. Қазақстан патриоттар партиясы (ҚПП)) — прекратившая существование политическая партия, функционировавшая ранее в Казахстане. 
Партия была зарегистрирована 4 августа 2000 года, прошла перерегистрацию 21 марта 2003 года в связи с изменением Закона «О выборах в Республике Казахстан». Председателем партии с начала её основания до 29 августа 2015 года являлся Гани Есенгельдинович Касымов, заместителем — А. Г. Есенгулов. C 29 августа по 5 сентября 2015 года председателем партии являлся Толымбек Габдильашимов.
5 сентября 2015 года Партия патриотов Казахстана прекратила существование, объединившись с Казахстанской социал-демократической партией «Ауыл».

## История
На выборах в Мажилис в 2004 году Партия получила 0,55 % голосов (при голосовании по пропорциональной системе) и не прошла в Парламент.
26 сентября 2005 года в Алматы на VII съезде ППК рассматривался вопрос участия партии на выборах президента страны. В ходе продолжительных дебатов мнение делегатов разделилось на две позиции: свободное волеизъявление и поддержка действующего президента страны Нурсултана Назарбаева. По итогам съезда была принята резолюция в поддержку Нурсултана Назарбаева.
29 марта 2007 года Казахстанская социал-демократическая партия «Ауыл» и Партия патриотов объединяются в политический блок «Бірлік» («Единство») на период проведения выборов в маслихаты в Республике Казахстан.
На выборах в Мажилис в августе 2007 года Партия патриотов Казахстана представила для регистрации в ЦИК список в составе 13 человек, двумя кандидатами был заявлен самоотвод. В результате партийный список ППК был зарегистрирован в составе 11 человек. По итогам выборов партия получила 0,78 % голосов и не прошла в Парламент.
29 августа 2015 года на XIV внеочередном съезде партии Гани Касымов сложил с себя полномочия председателя, новым председателем партии был избран Толымбек Габдильашимов.
5 сентября 2015 года на XV внеочередном съезде партии было принято решение о присоединении Партии патриотов Казахстана к Казахстанской социал-демократической партии «Ауыл».

## Идеология
Партия декларировала следующие цели: формирование и осуществление национального возрождения народов Казахстана; построение правового демократического государства, гражданского общества с рыночной экономикой; приобщение к участию в управлении государственными и общественными делами социально активной части общества; обеспечение устойчивого развития страны; создание высокого качества жизни человека и приоритетное внимание здоровью граждан.
Партия занимала нейтральную нишу. Критика действующей власти ограничивалась выявлением недостатков чиновников и их злоупотреблений служебными полномочиями.

## Структура
Организационная структура Партии строилась по территориальному принципу. Членство в Партии было индивидуальным. Высшим органом являлся съезд, избираемым руководящим органом — центральный комитет, рабочим — бюро центрального комитета, контролирующим — центральная ревизионная комиссия. Партийные средства формировались за счёт членских взносов, доходов от финансово-хозяйственной деятельности.

## Участие в выборах

### Парламентские выборы
| Выборы | Кол-во голосов | %    | Мест    | +/– |
| ------ | -------------- | ---- | ------- | --- |
| 2007   | 46 436         | 0,78 | 0 из 98 | ▬   |
| 2012   | 57 732         | 0,83 | 0 из 98 | ▬   |